# Sierras de Guasayán
El sistema de las sierras de Guasayán es un cordón orográfico del centro-norte de la Argentina. Se sitúa en el oeste de la provincia de Santiago del Estero. Su altitud máxima ronda los 717 m s. n. m.. Pertenece a las sierras Pampeanas Septentrionales. Los cordones brotan desde de la vasta planicie limo-loéssica, y por sectores salitrosa, correspondiente a los límites occidentales de la llanura chacopampeana, de infinita chatura.

## Geografía

### Situación geográfica y características
Este conjunto orográfico se desarrolla íntegramente en el sudoeste de la provincia de Santiago del Estero. Presenta una forma alargada con rumbo general norte-sur. Nace al sur del departamento Río Hondo algunos kilómetros al norte de Abra del Martinazo (al sur de la margen derecha del río Dulce), continúa hacia mayores latitudes atravesando de norte a sur el departamento Guasayán y concluye en el paraje Luján, en el sector norte del departamento Choya. El área central se encuentra en las coordenadas: 28°8′12.24″S 64°49′28.91″O / -28.1367333, -64.8246972.
El sistema serrano de Guasayán sería una prolongación hacia el este de las catamarqueñas sierras de Ancasti-El Alto o una avanzada oriental del sistema del Aconquija de Tucumán. Cubre una superficie de entre 60 000 y 100 000 ha. A este cordón se le otorga una longitud de entre 76 y más de 100 km, con un ancho montañoso continuo generalmente menor a los 4 kilómetros. Las laderas que miran al naciente presentan pendientes muy abruptas, contrastando con las del poniente, las que bajan hacia el pedemonte con una suave inclinación, fundiéndose así, sin solución de continuidad, con los llanos catamarqueños.
Está compuesto por un bloque principal y central (constituido por el encadenamiento de la sierra de Guasayán) al que se le suman —a ambos lados y aisladas— otras unidades menores, entre las que se encuentran: los Cerrillos, la sierra de Ancaján, las lomadas del cerro Rico, Choya Rico, sierra de Mogotes, cerros Colorados, el cerro Ichagón (al sureste), los Tres Cerros (al suroeste), etc.
Las mayores altitudes se encuentran en el sector central, perdiendo altura tanto hacia el norte como hacia el sur. La bibliografía adjudica la mayor altura del sistema a dos distintas cumbres; una de ellas la constituye el cerro de Horco-Esquina (u Orco Esquina) con 790 m s. n. m., 350 metros sobre la llanura que rodea las sierras. La otra es el cerro Sinchi Caña -situado frente a la localidad homónima-, con una altitud máxima indicada variable, desde 630 m s. n. m. pasando por 674 m s. n. m. hasta 729 m s. n. m. y 730 m s. n. m. El programa informático Google Earth al cerro situado en las coordenadas 28°11′17.39″S 64°49′20.07″O / -28.1881639, -64.8222417 le otorga una altitud de 717 m s. n. m.

### Geología
Geológicamente, estas sierras poseen un origen en el período Cámbrico en la escala temporal geológica, con un núcleo de rocas precámbricas (cuarcitas gnéisicas y micáceas, filitas cuarcíferas, gneis, calizas cristalinas, etc.) las que fueron perforadas por granitos (del tipo biotítico, granitita, granodiorita, etc.) todo bordeado por sedimentos mesozoicos compuestos por conglomerados, arcillas yesíferas, areniscas, etc.
Se sitúan en la unidad geológica homogénea (UGH) “Bajada de las Sierras Pampeanas”.

#### Formaciones geológicas presentes en las sierras de Guasayán
En este sistema afloran las siguientes formaciones:
De origen Precámbrico
Cuenta con afloramientos de rocas metamórficas y semimetamórficas, mayormente filitas y filitas cuarcíferas.
- Formación Ancaján: anfibolitas, esquistos talcosos, metacuarcitas micáceas y calizas cristalinas;
- Formación Abra del Martirizado: metacuarcitas micáceas, filitas cuarzosas, esquistos sericíticos, esquistos listados, etc.;
- Formación Carreta Saltana: gneis, micacita gnéisica que frecuentemente incluye metacuarcitas.

De origen Paleozoico
- Formación El Alto: granito y sus derivaciones aplíticas y pegmatíticas;
- Formación Pozo Belgrano: ortocuarcitas y ortocuarcitas micáceas; aflora en la localidad de Pozo Belgrano y en Tres Cerros;
- Formación Las Lomitas: vulcanitas ácidas; aflora en algunos cerrillos al este del macizo principal, especialmente en el cerro Ichagón y Los Cerrillos;
- Formación Sol de Mayo: tobas volcánicas; aflora en los alrededores del cerro Ichagón.

De origen Mesozoico
- Formación Los Cerrillos: areniscas rojas que afloran en Los Cerrillos y al norte del cerro Ichagón;
- Formación Ichagón: corresponde a un complejo de vulcanitas básicas que afloran al norte, sur y oeste del cerro Ichagón.

De origen Cenozoico Terciario
- Formación Guasayán: presenta depósitos sedimentarios (lacustre/palustres) con un espesor de unos 400 metros, de origen en el Terciario Medio (Mioceno) e integrados por arcillas verdes y yesíferas, en parte amarillentas y también rojizas que incluyen nódulos, bancos de yeso fibroso y compacto y capas de cenizas volcánicas. Afloran a ambos lados de la sierra de Guasayán, tanto en las adyacencias de la misma, como en los faldeos y laderas serranos. Exhiben una tenue inclinación lo que produce suaves sinclinales y anticlinales;
- Formación La Represa: andesitas de color pardo morado; se originaron en un minúsculo vulcanismo terciario y afloran al oriente de la represa Los Cerrillos;
- Formación Las Cañas: conglomerados limolíticos y limoarcillosos, pardo rojizos; afloran en el paraje La Cortadera y sectores al noroccidente de la sierra de Guasayán. De este tipo se encuentran también más al norte, en derredor de las Termas de Río Hondo y en las barrancas del río Dulce;
- Formación Choya: se presenta como fanglomerados del basamento cristalino, especialmente de rocas volcánicas ácidas, con diámetros que alcanzan los 30 cm. Afloran al sur del macizo de Guasayán y al oriente y sur de la sierra de Ancaján.

De origen Cenozoico Cuaternario (pie de sierra y llano circundante)
El pie de sierra y el llano que rodea al cordón poseen suelos compuestos por depósitos de materiales Cuaternarios de origen fluvial y eólico, representados por limos arcillosos con aportes arenosos finos, siendo el nivel superior en algunos sectores de carácter loéssico-calcáreo (en especial en las zonas no inundables), calcificados (con carbonato de calcio en el perfil),  de tipo pedocálcico, en razón del proceso de lavado —limitado o completo— del mismo.  
Son pleistocénicos el  loess y los fanglomerados de abanicos aluviales presentes junto al borde este del macizo, por ejemplo en la quebrada de Guasayán, en las Juntas, al norte del cerro Ichagón y en los alrededores de Villa la Punta. Como contraparte, son holocénicos los médanos y aluviones.

### Clima
Estas sierras poseen un clima «subtropical continental», de tipo monzónico, con una marcada amplitud térmica diaria, partiendo en la llanura desde el árido a semiárido hasta el subhúmedo del cordón mismo. Entre mayo y octubre presenta una marcada estación seca, con precipitaciones nulas en el invierno, el cual es frío en las noches, con mínimas absolutas de hasta -5 °C. Desde noviembre hasta abril se produce la temporada húmeda. El verano es poco ventoso, con calmas muy prolongadas; se alcanzan máximas superiores a los 40 °C.
Los acumulados anuales de precipitación en la llanura son entre 500 y 550 mm, siendo en las laderas orientales de las sierras algo superiores a 600 mm.  
Como las sierras de Guasayán representan entre 200 y 300 metros sobre la llanura circundante (la que se haya a unos 300 m s. n. m.) las lluvias orográficas que pueden desencadenar son muy pocas, por lo que la humedad las supera mayormente para concluir en la pared montañosa que la topa en el centro de Tucumán. No obstante, algo de mayor humedad es capturada, a la que se le agrega la que permanece por la detención del viento desecante, más la que aporta la densa vegetación (y su sombra), y las quebradas refrescadas por pequeños arroyos temporarios con laderas de umbría, hace que se presentes condiciones más benignas que en la planicie a sus pies, permitiendo la conservación de una flora relictual correspondiente al distrito de la selva pedemontana ecotonante con el distrito chaqueño serrano.  

### Hidrografía
Los excesos pluviales (y los manantiales u “ojos” de agua que afloran en el corazón de las sierras) drenan sus aguas hacia el oriente, mayormente hacia la cuenca del río Dulce, mediante pequeños torrentes temporales que recortan la cadena orográfica, siendo las principales vertientes las que discurren por las quebradas de las Marcas, del Ojito, del Conzo, Sinchi Caña, Maquijata, Virgen Yacu, Villa la Punta, arroyo Casa del Tigre, del Tala Arroyo, etc.
De estos es especialmente relevante el arroyo de Maquijata, situado en la localidad homónima, el que es alimentado por vertientes y posee agua permanente, por lo que desde hace miles de años presenta ocupación humana.
El único manantial sobre la ladera occidental es el arroyo Guasayán, situado en Villa Guasayán. Solo el seco sector sudoeste drena hacia la cuenca del río Albigasta, el cual termina volcando su escasa corriente en bañados salobres que anteceden a las salinas de San Bernardo.
Dique de Villa La Punta
En Villa La Punta, inmerso en el paisaje serrano se encuentra el «dique Héctor Raúl Porfirio», inaugurado en 2010. Se trata de un muro de hormigón compactado a rodillo de 18 metros de alto por 92 metros entre laderas, situado a cota 448 m s. n. m., que corta la quebrada de Pérez, colectando su escurrimiento, así como el que aporta la quebrada Cebilar. Se accede a él mediante un trazado asfaltado.

### Área protegida
Historia y situación
En el año 1965 el ingeniero santiagueño Ledesma Medina presentó ante las autoridades provinciales una propuesta para proteger los  recursos naturales y culturales de la sierra de Guasayán. Recién en el año 1997, y por medio de la ley provincial N.º 6381 (dentro del marco de la ley provincial N.º 5787), se creó la reserva provincial de uso múltiple sierras de Guasayán.
Esta consideración es mayormente nominativa, careciendo de mayor efectividad, dada la compleja situación catastral de su territorio, con numerosa población ocupando desde épocas virreinales la mayor parte del área protegida, lo que torna muy difícil la concreción de un área de conservación efectiva de gran extensión. Estos pobladores han alterado profundamente buena parte del pedemonte y las quebradas bajas, talando sus especies maderables, y con el característico sobrepastoreo de su rebaño caprino, especie especialmente eficaz en acceder a recursos inaccesibles para otro tipo de ganado doméstico, como trepar árboles, bajar ramas, y subir a cornisas y filos, haciendo que sean pocos los microhábitats que quedan libres de sus dientes. La fauna silvestre no se salva de la misma problemática que aqueja a la flora, siendo muy perseguida por los mismos pobladores, como simple divertimiento, recurso proteico o para eliminar a los predadores de sus animales domésticos.  
Flora
Las sierras representan una "isla húmeda" rodeada de la seca llanura santiagueña, gracias a lo cual presentan bosques del distrito fitogeográfico chaqueño serrano, que ecotonan en el pedemonte con el chaqueño occidental; ambos forman parte de la provincia fitogeográfica chaqueña. Pero en la ladera oriental y especialmente en las quebradas los bosques muestran una neta influencia yungueña, con árboles como el cebil colorado (en las quebradas y laderas más húmedas), el yuchán (de grueso tronco verde espinoso y grandes flores blanco-amarillentas), el viraró colorado, el manzano de campo, el guayacán, el horco quebracho (más común en las secas laderas del poniente), etc. acompañados por helechos, enredaderas, lianas, hierbas, arbustos y una notable profusión de flora epífita, con numerosas especies de claveles del aire y cactus, gracias a la humedad reinante. Su flora presenta un endemismo, Hyaloseris andrade-limae, una compuesta arbustiva de capítulos péndulos, naranjarojizos, la que fue descrita en el año 1982, y que crece aferrándose a los rojizos paredones de roca que caen verticales, hábitat dominado por las abundantes bromeliáceas.
Fauna

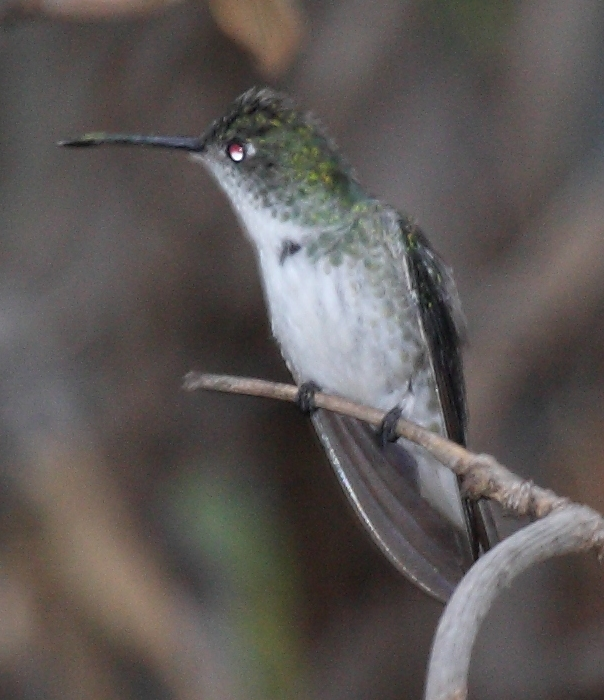
El picaflor de vientre blanco (Amazilia chionogaster) es una de las aves de prosapia yungueña que habita en estas sierras.

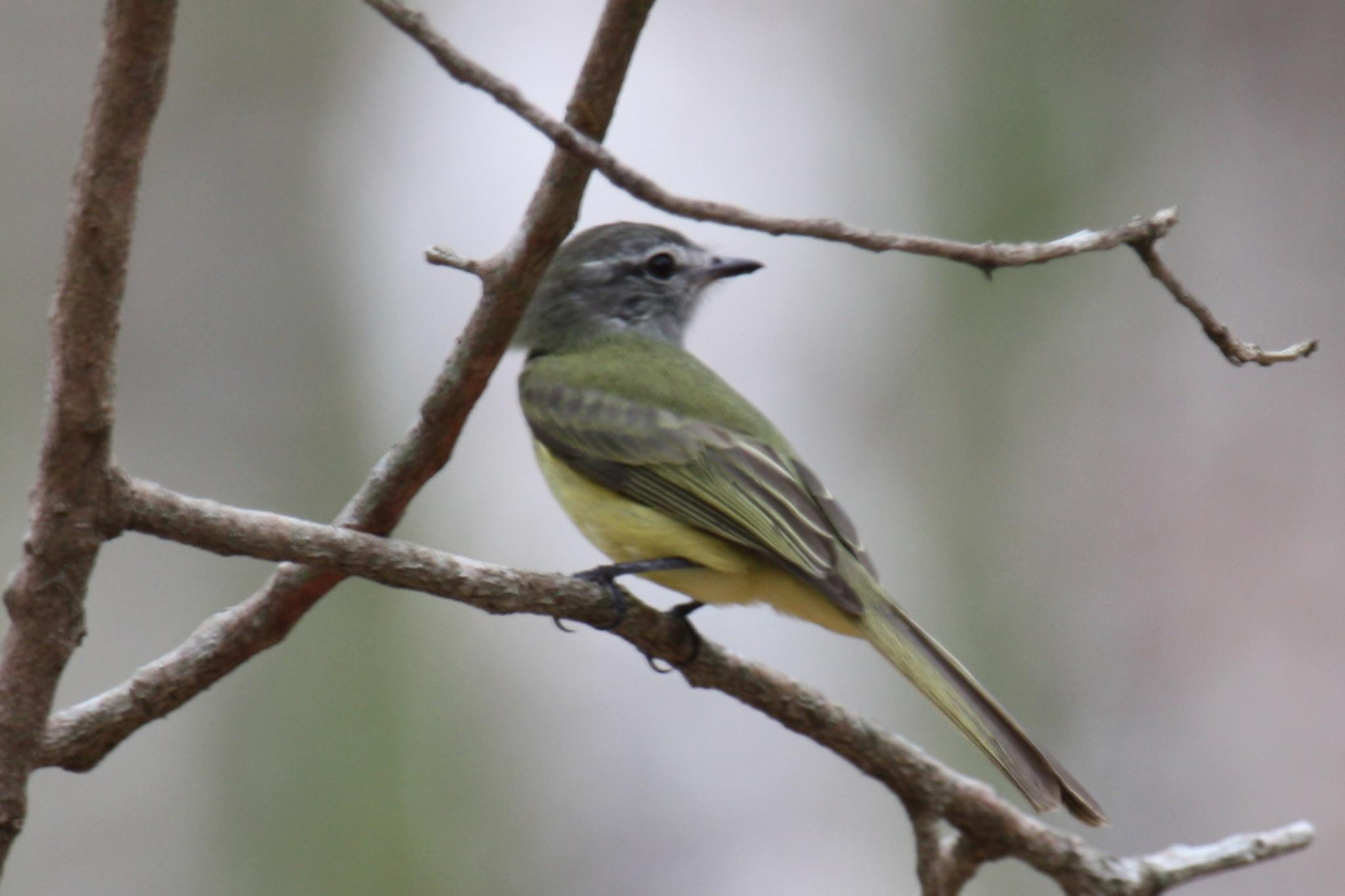
El fiofío corona dorada (Myiopagis viridicata) es una de las aves de prosapia yungueña que habita en estas sierras.

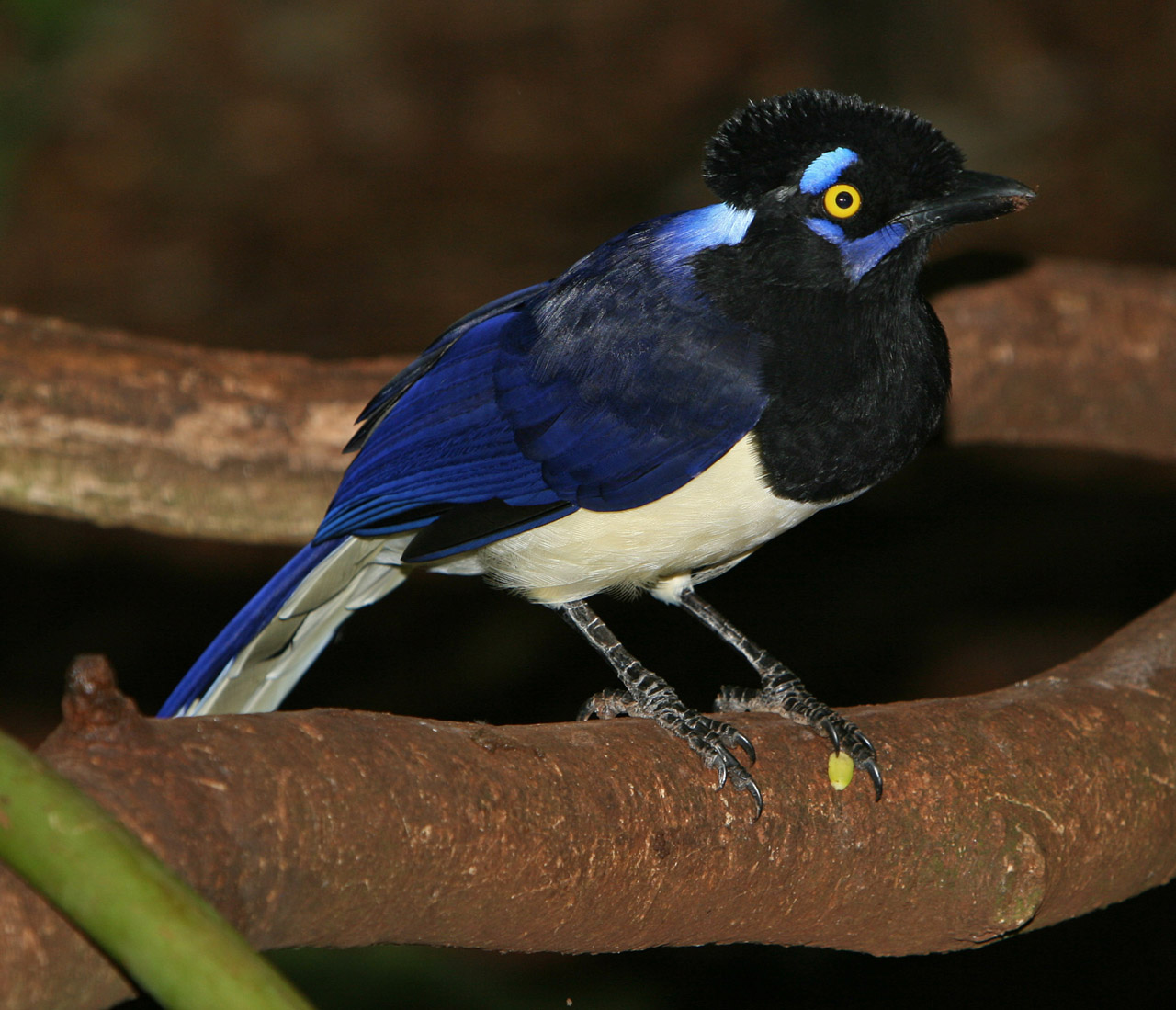
La urraca azul (Cyanocorax chrysops) es una de las aves de prosapia yungueña que habita en estas sierras.

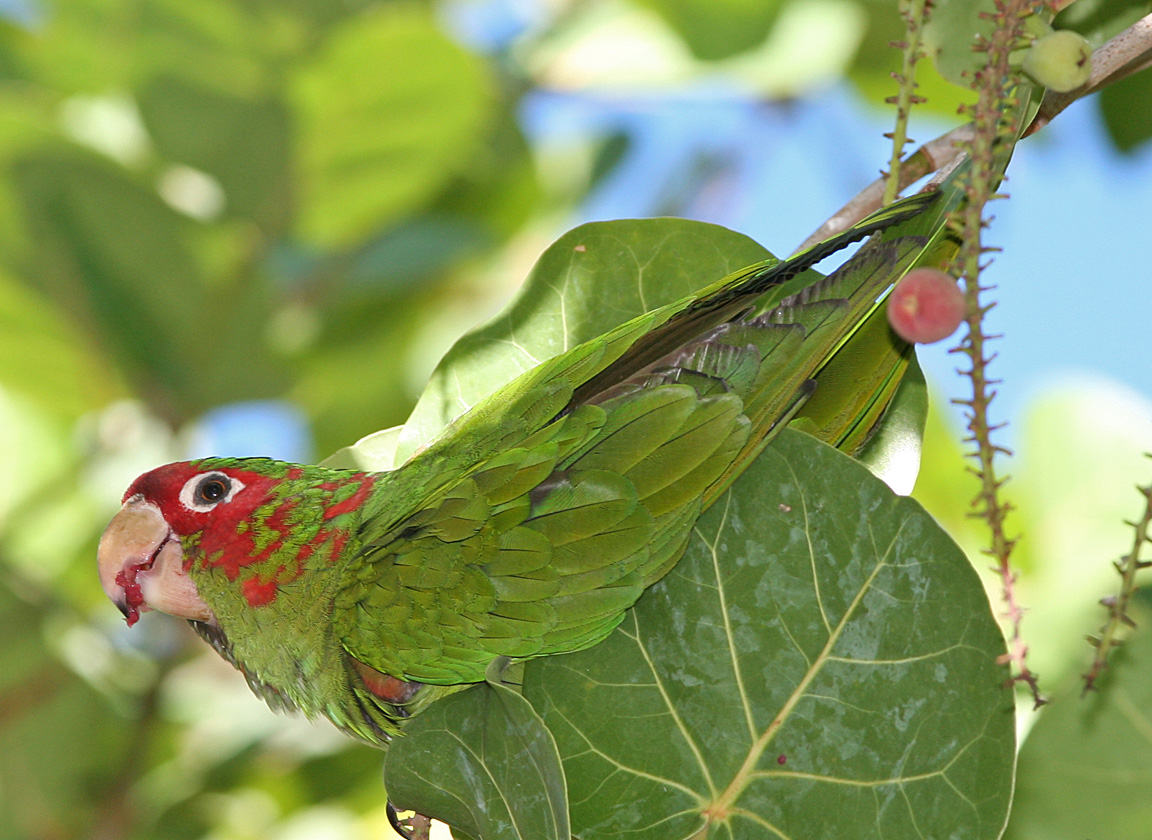
El calancate cara roja (Psittacara mitratus) es una de las aves de prosapia yungueña que habita en estas sierras.

Esta vegetación está acompañada por especies faunísticas características de los bosques montañosos y yungueños del noroeste argentino, especialmente de aves, como el fiofío corona dorada (Myiopagis viridicata), el picaflor de vientre blanco (Amazilia chionogaster), el cerquero de collar (Arremon flavirostris), el zorzal de cabeza negra (Turdus nigriceps), el rey del bosque (Saltator aurantiirostris), la paloma yerutí yungueña (Leptotila megalura), el calacante cara roja (Aratinga mitrata), y la urraca paraguaya (Cyanocorax chrysops).

Se le suman otras de ambientes chaqueños como el tataupa común, los inambúes común, silbón y pálido, la perdiz copetona, el águila coronada, los cóndores común y real, el halconcito gris, la chuña de patas rojas y la de patas negras, la charata, las palomas yerutí común, ala manchada y picazuró, el loro hablador chaqueño, el calacante común, el anó chico, el tingazú, el crespín, el cuclillo canela, el urutaú, los picaflores cometa y de barbijo, varias especies de atajacaminos y lechuzas como la bataraz chaqueña, los vencejos de collar y pardo, varias especies de carpinteros como el bataráz chico, el real, el campestre, el blanco, el negro, el de lomo blanco, el del cardón y el enano, los chincheros grande y chico, el picapalo colorado, el hornero de copete, el crestudo, el espinero chico, el cacholote castaño, la bandurrita chaqueña, varias especies de pijuíes, el chororó, la choca común, el gallito copetón y el de collar, el cachudito pico amarillo, el suirirí común, los piojitos común, silbón y trinador, el gaucho chico, las mosquetas estriada y de ojo dorado, los burlistos pico canela y cola castaña, los anambés común y grande, las monjitas blanca y coronada, el tuquito gris, el fiofío grande y el pico corto, el birro, los benteveos común y rayado, el suirirí real, la tijereta, el barullero, la calandrita, el churrinche, las viuditas común y chaqueña, el chiví común, el juan chiviro, el cortarramas, varias especies de golondrinas, la tacuarita azul, el piatiayumí, los arañeros corona rojiza y coronado chico, las ratonas común y aperdizada, los zorzales chalchalero, chiguanco y colorado, las calandrias común y real, el naranjero, el celestino, el fueguero, el tangará común, los cardenales común y amarillo, los pepiteros gris, de collar y chico, los chingolos común, ceja amarilla y corona castaña, el soldadito, el brasita de fuego, el sietevestido serrano, las monteritas canela, cabeza negra y de collar, el jilguero, el verdón, el corbatita común, el piquito de oro común, el boyerito, los tordos común, músico y pico corto, el pecho colorado chico, el cabecita negra común, etc. Por esta razón, las sierras de Guasayán fueron declaradas como una de las Áreas importantes para la conservación de las aves (AICAS).
Entre los mamíferos se encuentran el puma, la corzuela parda denominada localmente sacha cabra, el pecarí de collar, la vizcacha, el conejo de los palos, el tatú bola, el piche llorón, oso melero, zorros, gatos montés y moro, hurón mediano, zorrino, etc.

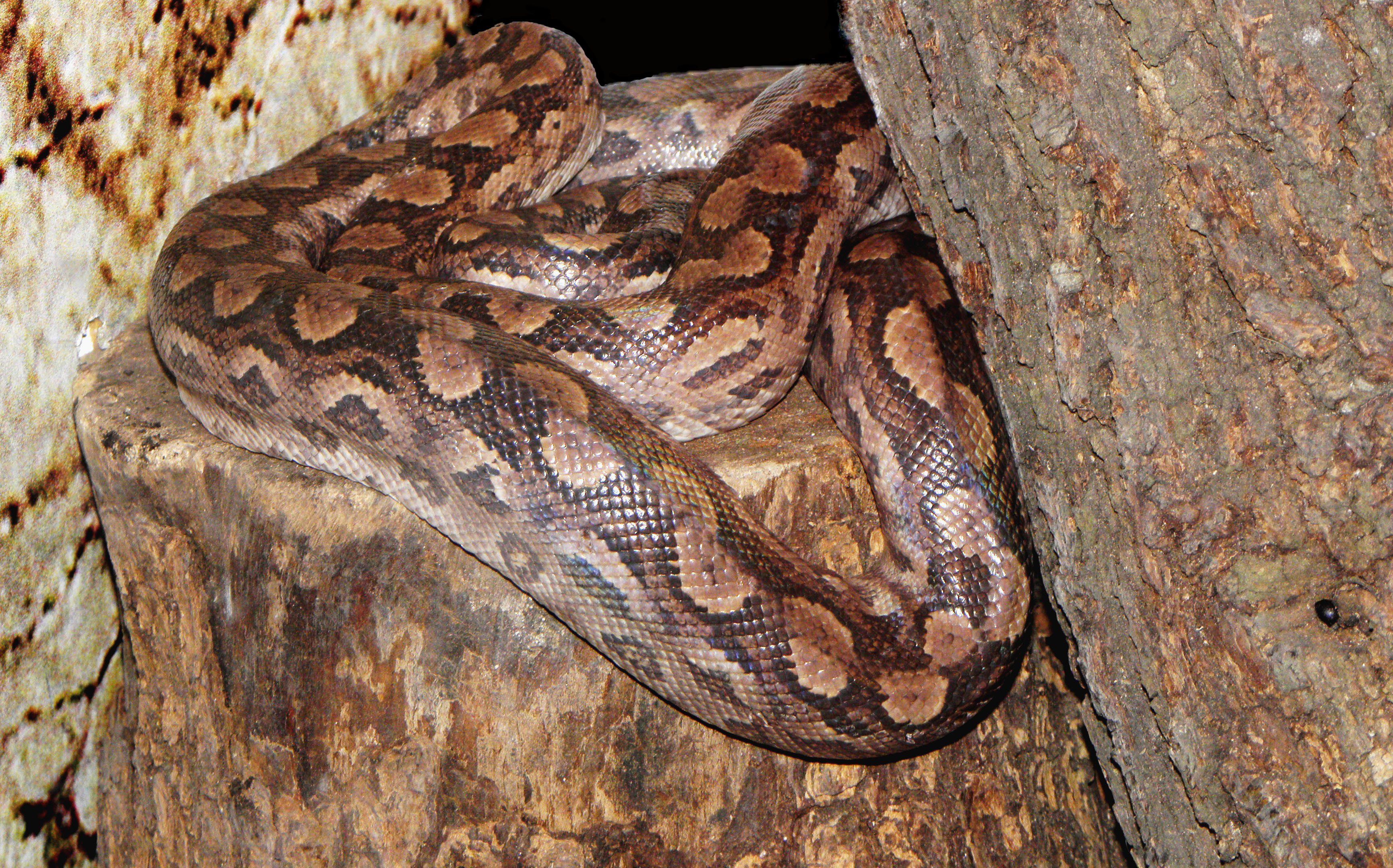
Entre los reptiles que habitan estas sierras se encuentran serpientes como la boa arcoíris chaqueña.

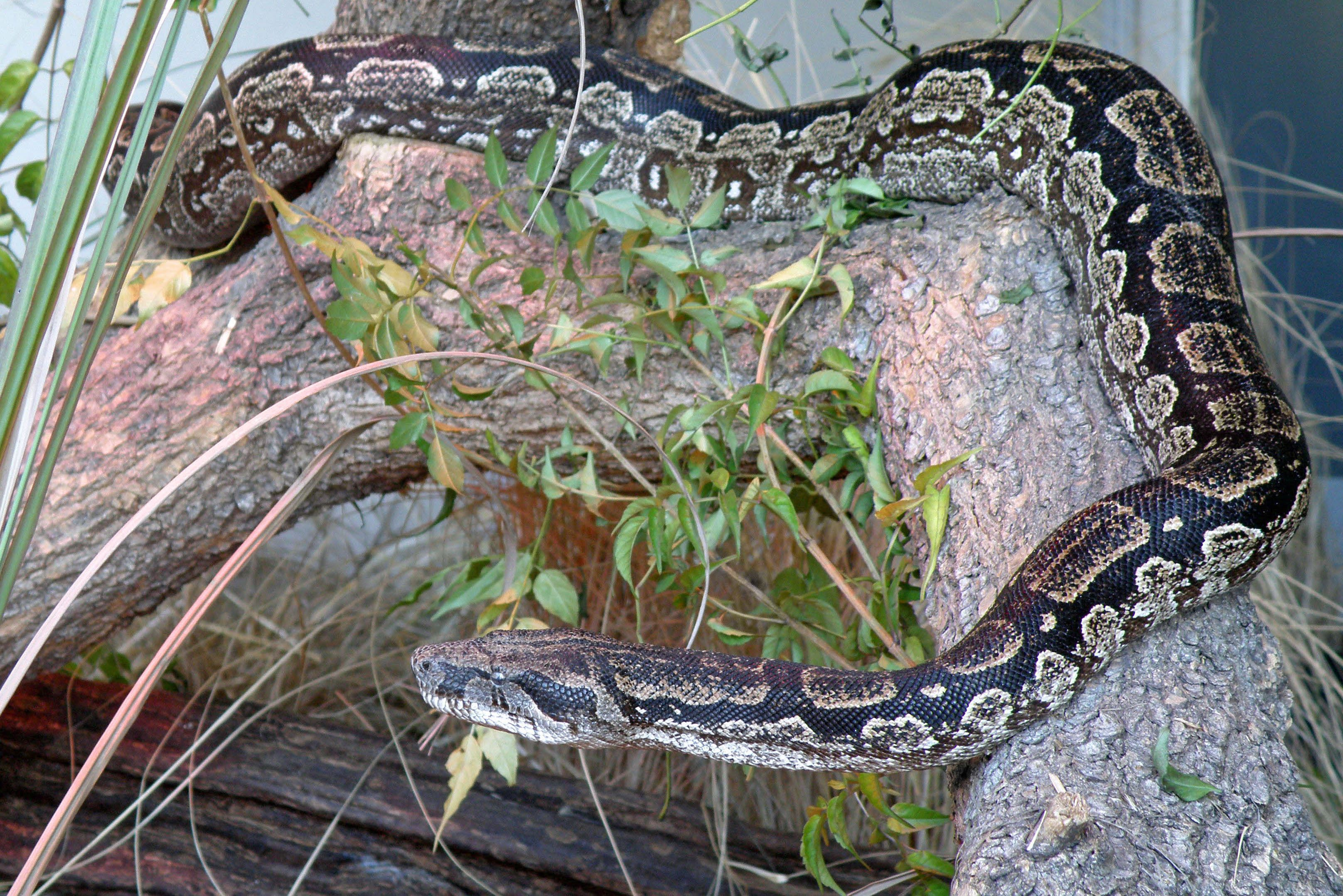
Entre los reptiles que habitan estas sierras se encuentran serpientes como la boa de las vizcacheras o lampalagua.

Entre su herpetofauna, presenta la población más austral de Odontophrynus lavillai, un escuercito descrito para la ciencia en el año 1985 con ejemplares del arroyo Casa del Tigre, el que discurre en la parte sur del cordón de Guasayán. Si bien se lo tomó como un endemismo de estas sierras, en realidad posee una amplia distribución en ambientes chaqueños.
Entre los ofidios que habitan estas sierras se encuentran serpientes constrictoras como la boa arcoíris chaqueña y la boa de las vizcacheras o lampalagua.

### Geografía humana
Primitivos habitantes
Estas sierras representan el límite oriental de la denominada ‘‘Área Cultural Andina’’. Las etnias que las habitaron han dejado hasta hoy abundantes muestras de sus expresiones artísticas, en forma de petroglifos y pinturas rupestres. Destacan los paredones situados en los alrededores de la Puerta Chiquita y los de las quebradas de la Casa del Tigre, y de las Marcas.
A la llegada de los colonizadores españoles las sierras estaban habitadas por amerindios sedentarios y agricultores, el sector norte era ocupado por parcialidades tonocotes, mientras que el sector sur formaba parte del territorio de los cacanos diaguitas, etnia poseedora de la cultura que alcanzó mayor desarrollo y complejidad en el territorio argentino.
Anteriormente fue el escenario de la entidad cultural Las Mercedes con fechados que arrancan en 1550 ± 60 años AP.
La conquista española
A fines del año 1543 y principios 1544, por la quebrada del arroyo de Maquijata habría pasado la expedición del adelantado español capitán Diego de Rojas, el primero de los conquistadores españoles que, viajando desde el Alto Perú, penetró en el territorio del Tucma en busca de la legendaria Ciudad de los Césares. En esa misma quebrada fue herido en la pierna por los amerindios lules, por medio de una flecha envenenada, lesión que el peninsular dio poca importancia, pero que le ocasionaría la muerte luego de una dolorosa agonía que duró varios días. Su cuerpo fue sepultado en los alrededores de la actual localidad de Maquijata (o en Soconcho), continuando la expedición su marcha hacia el río Dulce, fundando luego ‘‘Medellín’’.

## Acceso, localidades y atractivos turísticos
Algunas localidades se recuestan sobre la ladera oriental de las sierras: Villa La Punta, Guampacha, Santa Catalina y Los Cerrillos. En su ladera occidental y en la disgregación cerrana austral se encuentran Choya, Villa Ancaján y Tres Cerros.
Las sierras presentan atractivos turísticos, especialmente para la observación de naturaleza, campamentismo, trekking, etc. Gracias a contar con modestos hoteles, generalmente se utilizan como base las localidades de Sol de Mayo y Villa La Punta (unidas por la ruta provincial 24), desde las cuales se puede acceder fácilmente a las sierras (esta última está recostada junto a ellas), así como también permiten recorrer otros sectores serranos mediante agrestes caminos vecinales secundarios (transitables según el tipo de vehículo), de tierra y piedra, que unen puestos de criadores de cabras. Los bosques que crecen en las quebradas y márgenes de los arroyos ofrecen sitios adecuados para la observación de aves forestales. La ruta nacional 64 es una carretera asfaltada que une la ciudad de Santiago del Estero con la ciudad de Fernando de Catamarca. Esta vía permite cruzar transversalmente el cordón serrano, mediante el trazado de 8 km de la llamada cuesta de Guasayán, un camino que discurre (de este a oeste) entre cerrillos y quebradas con exuberante vegetación de aspecto selvático, curvas y contracurvas junto a paredones rojizos que caen a pique, permitiendo así trepar la ladera más abrupta que mira hacia el este. Superando el portezuelo de mayor altitud (situado a 683 m s. n. m.) se observa hacia el este la suave cuesta que baja hacia los llanos catamarqueños, acompañada por el cambio abrupto de la vegetación y del paisaje en general. 
Se encuentran en estas sierras vestigios de ocupaciones precolombinas, con muestras de pinturas rupestres, petroglifos, morteros, yacimientos y enterratorios.  